# Лауфен (Германия)
Лауфен (нем. Laufen) — город и городская община  в Германии, в Республике Бавария.
Подчинён административному округу Верхняя Бавария. Входит в состав района Берхтесгаденер-Ланд. Население составляет 6600 человек (на 31 декабря 2010 года). Занимает площадь 35,31 км². Региональный шифр — 09 1 72 122. Местные регистрационные номера транспортных средств (коды автомобильных номеров) (нем. Kraftfahrzeugkennzeichen) — BGL.
Город подразделяется на 74 городских района.

## Фотографии

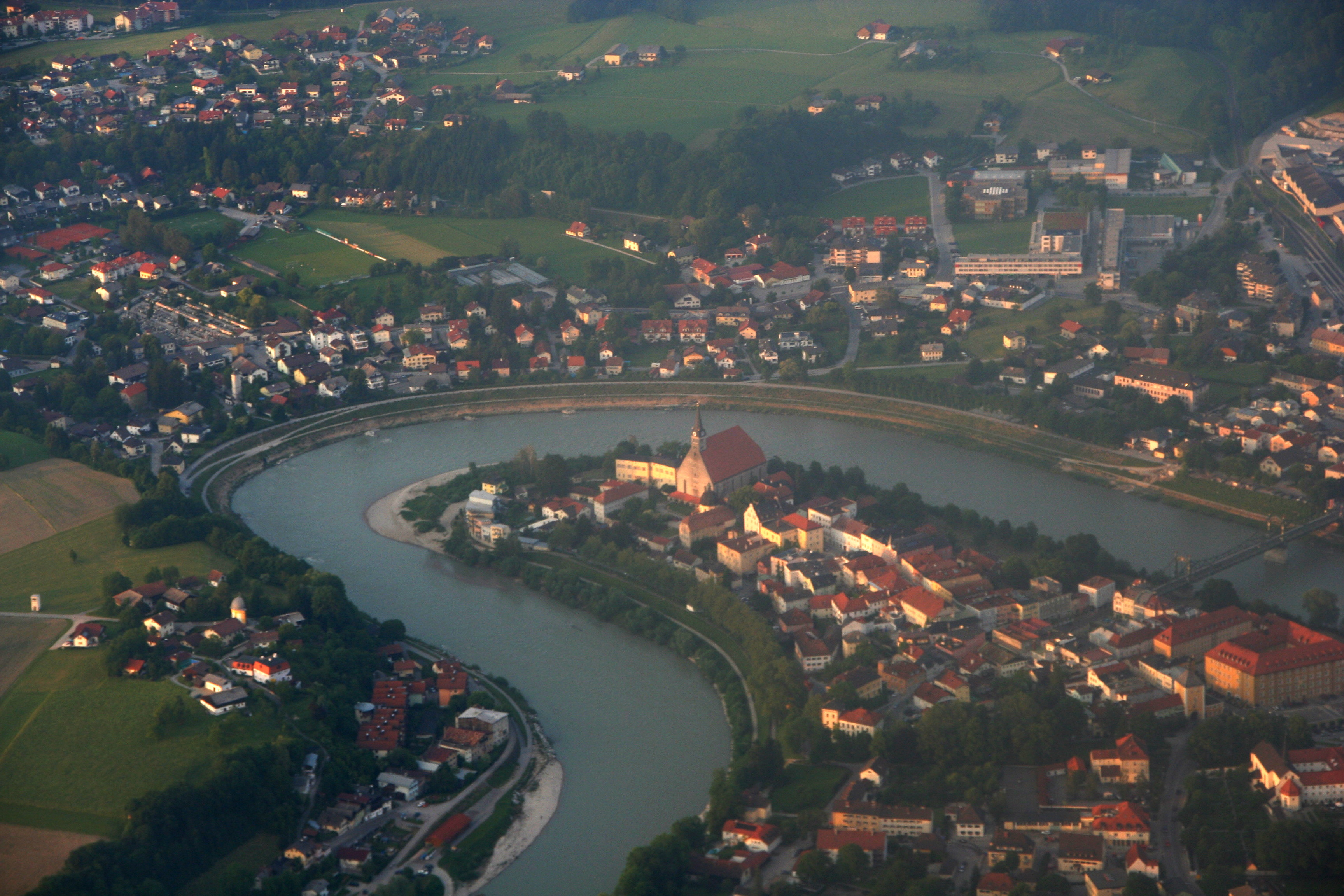
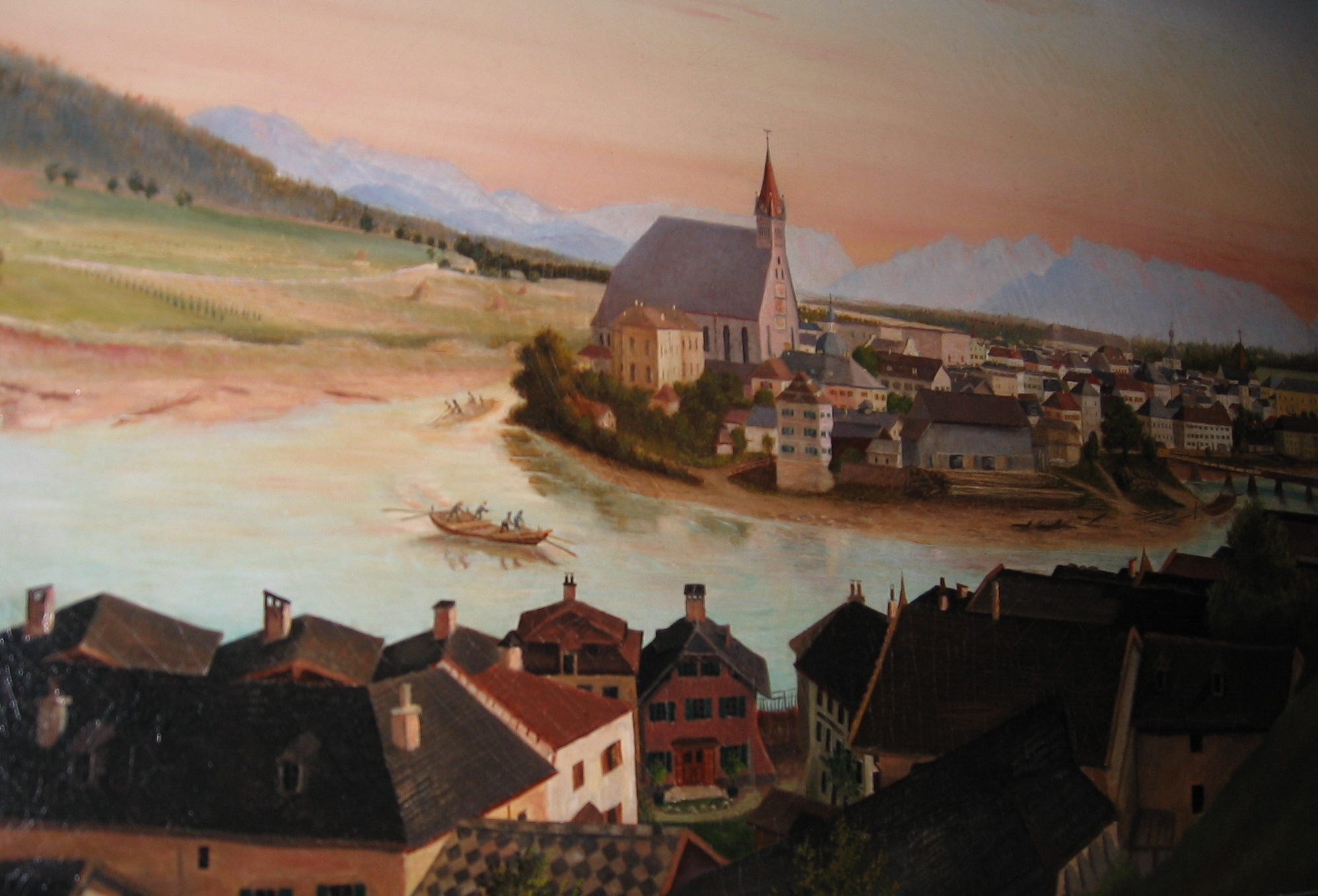
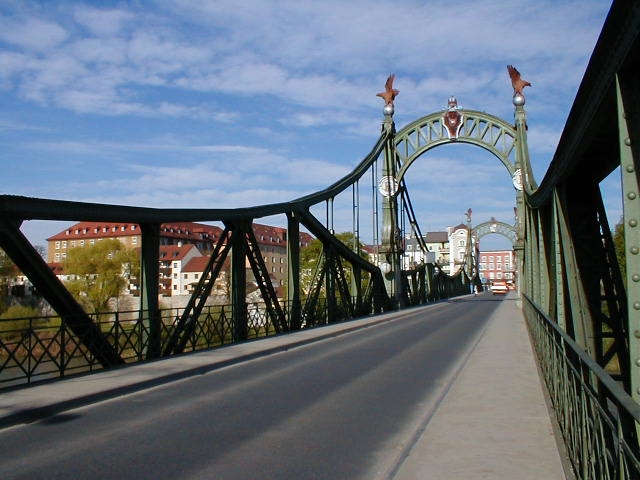

## Население
По оценке на 31 декабря 2015 года население общины составляет 6954 человек.
| Дата      | 1840 | 1871 | 1900 | 1925 | 1939 | 1950 | 1961 | 1970 | 1987 | 2011 |
| --------- | ---- | ---- | ---- | ---- | ---- | ---- | ---- | ---- | ---- | ---- |
| Население | 2836 | 3655 | 4160 | 4489 | 4157 | 6910 | 5945 | 5547 | 5634 | 6818 |

| Год       | 1960 | 1970 | 1980 | 1990 | 2000 | 2009 | 2010 | 2011 | 2012 | 2013 | 2014 | 2015 |
| --------- | ---- | ---- | ---- | ---- | ---- | ---- | ---- | ---- | ---- | ---- | ---- | ---- |
| Население | 5870 | 5611 | 5550 | 5771 | 6469 | 6608 | 6600 | 6820 | 6869 | 6839 | 6852 | 6954 |